# Hermes Castillo
Hermes Gabriel Castillo Castro (El Progreso, Yoro, Honduras; 10 de octubre de 1996) es un futbolista hondureño. Juega de mediocampista y su equipo actual es el Juticalpa F. C. de la Liga Nacional de Honduras.

## Clubes
| Club              | País     | Año             |
| ----------------- | -------- | --------------- |
| Honduras Progreso | Honduras | 2015 - 2017     |
| Lobos UPNFM       | Honduras | 2017 - 2019     |
| Juticalpa F. C.   | Honduras | 2019 - Presente |

## Estadísticas
| Club                       | Temporada     | Liga  | Liga  | Copa Nacional | Copa Nacional | Copa Internacional | Copa Internacional | Total | Total |
| Club                       | Temporada     | Part. | Goles | Part.         | Goles         | Part.              | Goles              | Part. | Goles |
| -------------------------- | ------------- | ----- | ----- | ------------- | ------------- | ------------------ | ------------------ | ----- | ----- |
| Honduras Progreso Honduras |               |       |       |               |               |                    |                    |       |       |
| 2015/16                    | 9             | 0     | -     | -             | -             | -                  | 9                  | 0     |       |
| 2016/17                    | 1             | 0     | -     | -             | -             | -                  | 1                  | 0     |       |
| Total                      | 10            | 0     | 0     | 0             | 0             | 0                  | 10                 | 0     |       |
| Lobos UPNFM Honduras       | 2017/18       | 31    | 1     | -             | -             | -                  | -                  | 31    | 1     |
| Lobos UPNFM Honduras       | 2018/19       | 20    | 0     | -             | -             | -                  | -                  | 20    | 0     |
| Lobos UPNFM Honduras       | Total         | 51    | 1     | 0             | 0             | 0                  | 0                  | 51    | 1     |
| Total carrera              | Total carrera | 61    | 1     | 0             | 0             | 0                  | 0                  | 61    | 1     |

## Palmarés

### Campeonatos nacionales
| Título          | Club              | País     | Año  |
| --------------- | ----------------- | -------- | ---- |
| Torneo Apertura | Honduras Progreso | Honduras | 2015 |